# Ahmadnagar
Ahmadnagar (marâthî/hindî : अहमदनगर ; ourdou : احمد نگر) est une ville de l'État du Maharashtra en Inde.

## Géographie
Ahmadnagar est situé sur la rive gauche de la rivière Sina, à 120 km au nord-est de Pune. 
Sa population est d'environ 350 905 habitants.

## Histoire
La ville est fondée en 1494 par Ahmad Nizâm Shâh Bahrî, sur le site d'une ancienne cité, Bhingar. Ahmad Nizâm établit ainsi sa dynastie des Nizâm Shâhi qui se maintint au pouvoir jusqu'à ce que l'empereur moghol, Shah Jahan, la renverse en 1636.  Aurangzeb, le dernier grand Moghol, mourut dans la ville en 1707 et un petit monument commémore cet événement.
En 1759, les Peshwa obtiennent le contrôle de la place en graissant la patte de son commandant musulman, mais en 1790 ils la cèdent au chef marâthe Daulat Râo Sindhia.
En 1803, au cours de la deuxième guerre anglo-marâthe, sous le commandement de Sir Arthur Wellesley (plus tard le duc de Wellington) les forces anglaises ont pris d'assaut et ont capturé la petite ville. Elle est restituée aux marâthes à la fin du conflit, mais est rétrocédée aux Britanniques en 1817, en accord avec le traité de Pune. Durant la période britannique, la ville se trouvait dans la Central division de la province ('Presidency') de Bombay.

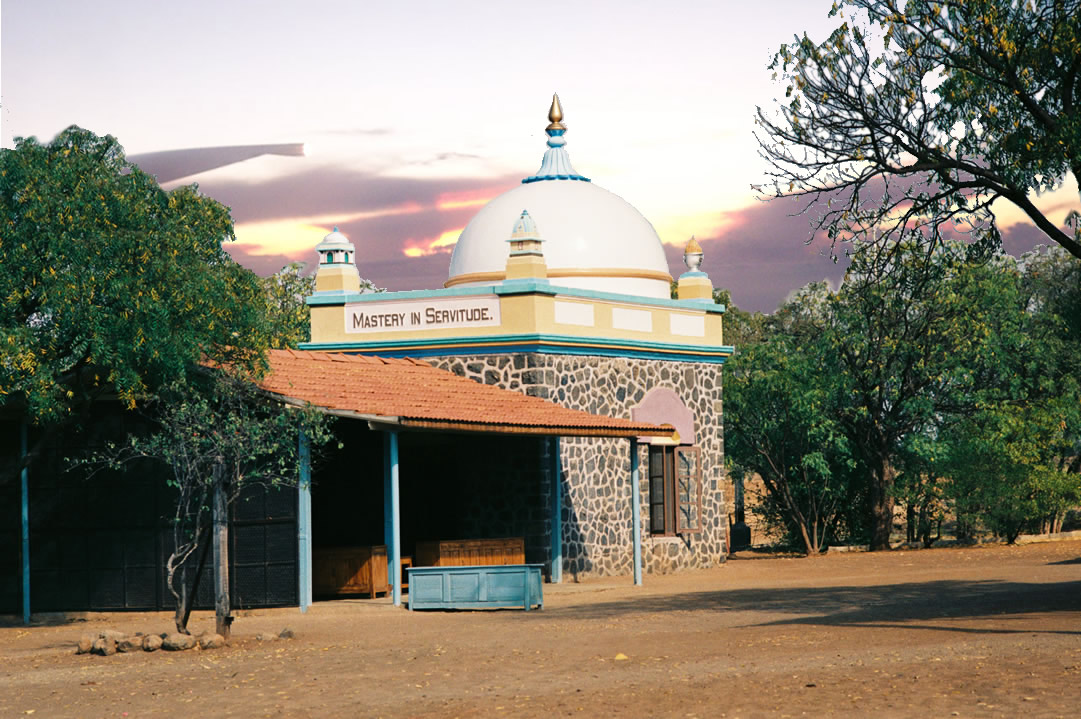
Tombe-sanctuaire de Meher Baba près d'Ahmadnagar.

## Monuments
Les environs de la ville comportent de nombreux monuments de la période moghole. Le fort, considéré longtemps comme la deuxième place la plus difficile à prendre de l'Inde, fut utilisé par les Britanniques pour détenir Heinrich Harrer en 1939 puis Nehru et d'autres nationalistes avant l'indépendance. Quelques pièces y ont été transformées en musée.
On trouve aussi autour de la ville, un nombre notable de sites spirituels, dont beaucoup sont dédiés à Ganesh.

## École de Ahmadnagar (Miniature de Deccan)
Une des écoles miniatures de la province Deccan.